# Madre de Deus de Minas
Madre de Deus de Minas es un municipio brasilero del estado de Minas Gerais. Su población estimada en 2004 era de 43.195 habitantes. Está bañado por el Rio Grande.

## Historia
El poblado tuvo su origen en el siglo XVIII, alrededor de la capilla primitiva, dependiente de la parroquia de São João del-Rei. El patrimonio de la capilla fue constituido por Antônio Rosa, en 1753. El área patrimonial fue donada a la iglesia católica. Los donantes eran propietarios de una hacienda, donde la casa sede, sirve hoy, de prefectura municipal.
El 6 de julio de 1859, fue elevado a poblado. El 7 de septiembre de 1923, ya integrando el municipio de Turvo (actual municipio de Andrelândia), recibió su denominación de Cianita (piedra azul).
El 12 de diciembre de 1953, la Villa de Cianita fue elevada a ciudad con la denominación de Madre de Deus de Minas.
La ciudad es de fácil acceso por carretera, distando pocos kilómetros del aeropuerto de São João del-Rei.
Localizada en el centro-sur del estado, en la región de São João del-Rei. Como las demás ciudades de la región, posee una localización geográfica privilegiada, próxima a Belo Horizonte, Río de Janeiro y São Paulo. Cerca de 50 km de São João Del Rey y más o menos 500 km de las demás.

## Circunscripción eclesiástica
La parroquia local pertenece a la diócesis de São João del-Rei.